# Xylocopa sonorina
La abeja carpintera de Sonora (Xylocopa sonorina) es un himenóptero ápido, una entre las cerca de quinientas especies de abejas carpinteras, género Xylocopa establecido por Pierre André Latreille en 1802, cuyas primeras especies aparecieron hace entre 33.9 y 37.2. millones de años.

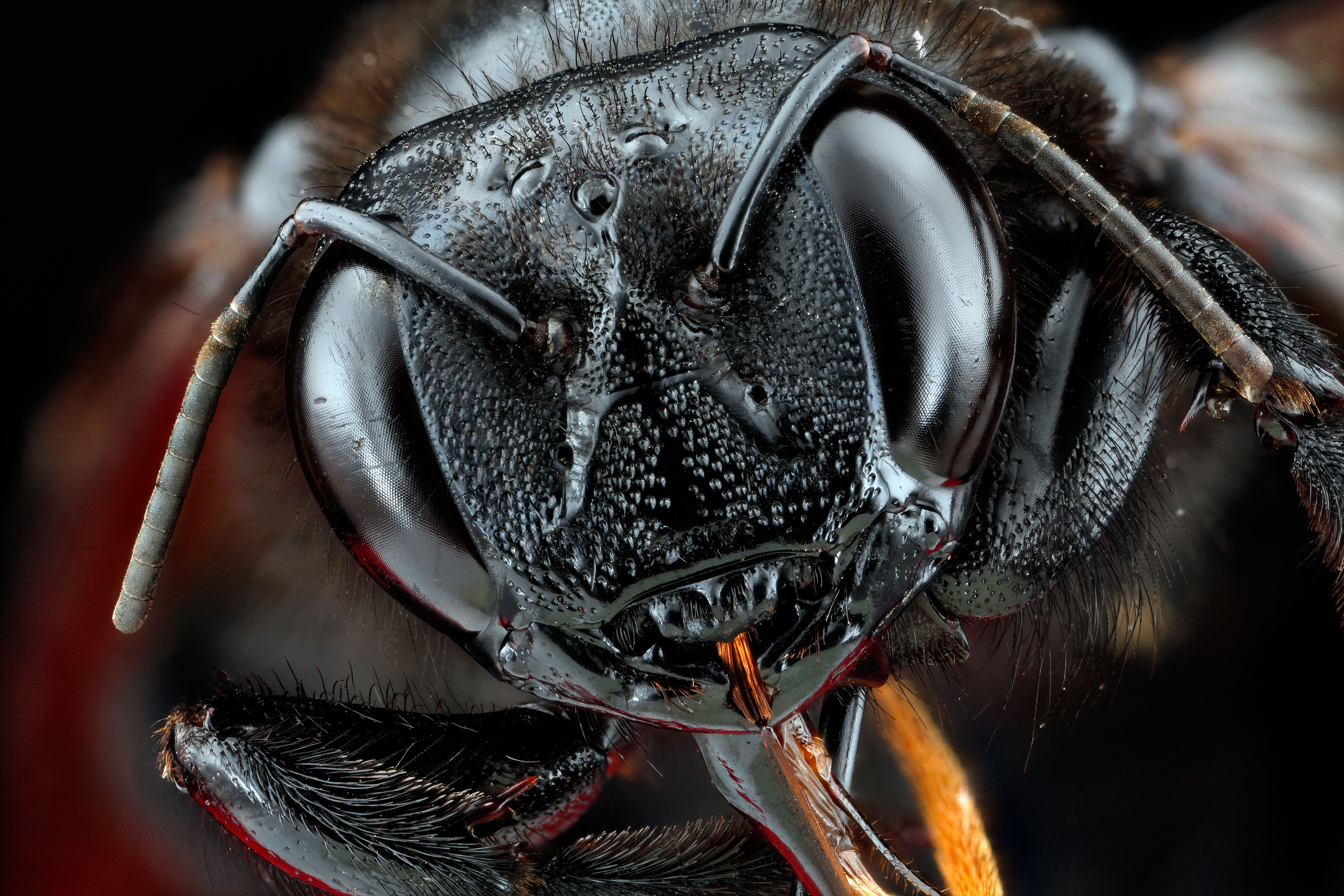
Cabeza de un ejemplar

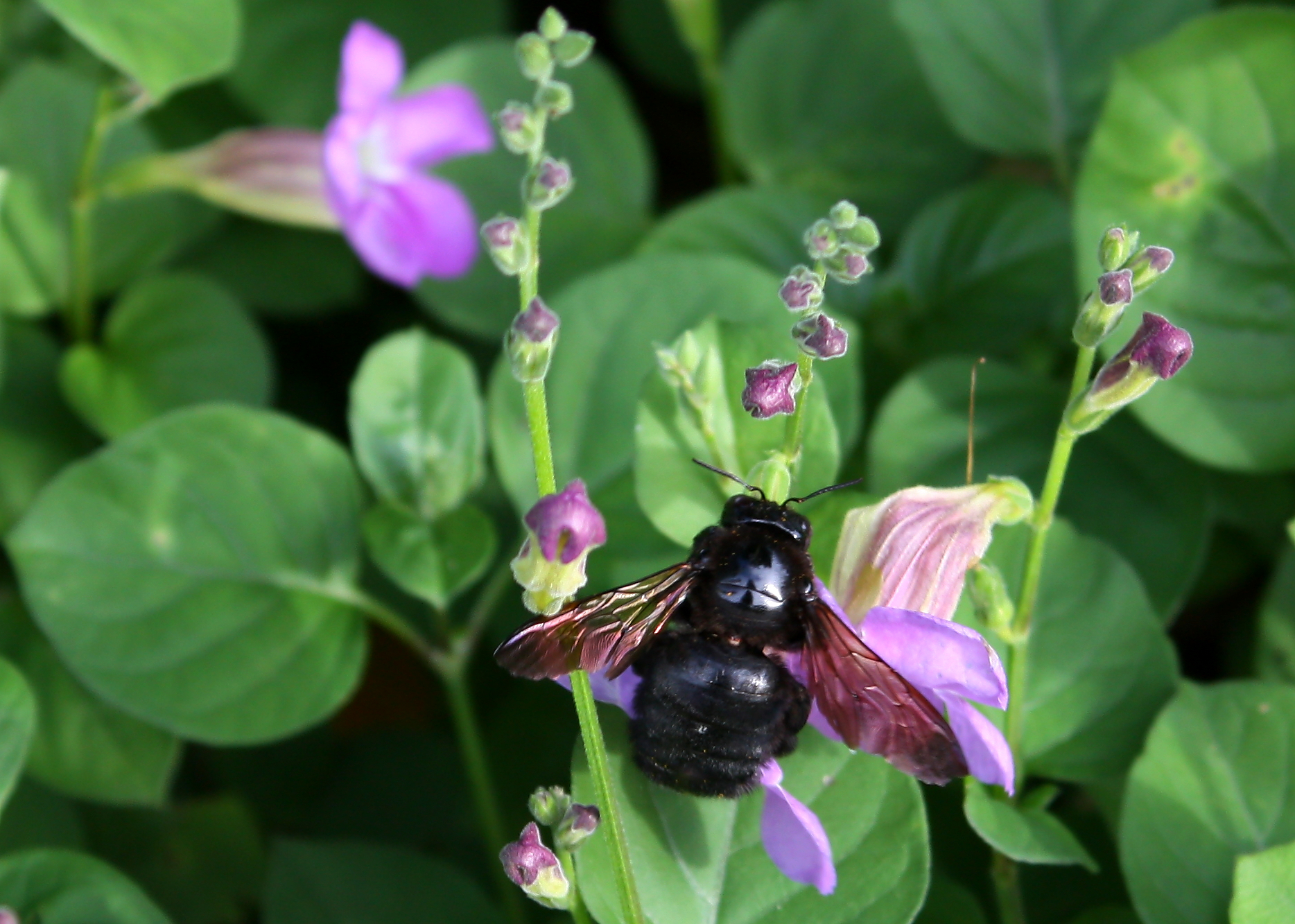
Hembra alimentándose en flores de Asystasia gangetica en Maui, Hawái

## Descripción
Los machos son de color marrón dorado y carecen de aguijón. Las hembras son mucho más grandes y completamente negras, con un largo de aproximadamente centímetro y medio. Pueden picar si se las molesta, pero son consideradas tímidas y aunque suelen impresionar por su tamaño, rara vez se reportan picaduras de miembros de esta especie. El veneno de las abejas carpinteras está compuesto de proteínas que pueden producir alergias; pero dada su debilidad, algunos individuos deben ser picados al menos dos veces para que se produzca una reacción de ese tipo. Se desconoce, por falta de datos de picaduras, si las personas alérgicas al veneno de las abejas comunes también lo son al de las abejas carpinteras.

## Distribución
Esta abeja carpintera es originaria del oeste de Estados Unidos. Es una de once especies de abejas no-nativas presentes en el archipiélago hawaiano, y de hecho se cree que fue a través de ayuda inadvertida proporcionada por el ser humano que esta especie pudo colonizar la mayoría de las islas en el océano Pacífico que hoy habita, pues tampoco es nativa de ellas. Se la halla no sólo en Hawái (donde se encuentra presente en todas sus islas con excepción de Kaua'i), sino también en una amplia franja de islas en el mencionado océano y de países asiáticos, que incluyen las islas Midway, las islas Marianas, las islas Ogasawara, China, Japón, Java, las Filipinas, Nueva Guinea y Guam, así como en partes de los Estados Unidos donde antes no habitaba.

## Taxonomía
Frederick Smith, asistente en el Departamento de Zoología del Museo Británico (departamento que hoy forma parte del Museo de Historia Natural de Londres y miembro del Consejo de la Sociedad Entomológica de Londres (hoy Real Sociedad Entomológica, identificó por primera vez la especie X. sonorina en 1874., siendo luego identificada erróneamente varias veces: en 1899, R. C. L. Perkins describió la especie como Xylocopa aeneipennis, y en 1922, P. H. Timberlake hizo lo mismo, identificándola como Xylocopa varipuncta.
Hasta 1956 se creía firmemente que X. sonorina era originalmente nativa de las Islas de la Sonda. En un documento publicado ese año, M. A. Lieftinck demostró que los datos originalmente utilizados por Smith eran erróneos: el verdadero origen de X. sonorina podía ser rastreado a las Islas Sándwich. Roy Snelling ha predicho que X. sonorina será eventualmente descrita como conespecífica de X. varipuncta, no obstante, ambas especies mantienen su distinción en el presente por diferencias alegadas en cuanto a su morfología genital.